# Alex Méndez
Alex Méndez Lagunas (ur. 6 września 2000 w Los Angeles) – amerykański piłkarz z obywatelstwem meksykańskim występujący na pozycji środkowego lub ofensywnego pomocnika, od 2024 roku zawodnik meksykańskiego Juárez.